# 肯特伍德蘭斯 (加利福尼亞州)
肯特伍德蘭茲（英語：Kent Woodlands）是位於美國加利福尼亞州馬林縣的一個非建制地區。該地的面積和人口皆未知。

## 地理
肯特伍德蘭茲的座標為37°56′58″N 122°33′48″W / 37.94944°N 122.56333°W，而該地的平均海拔高度為27米（即89英尺）。